# Malschwitz
Malschwitz (szorb nyelven Malešecy) település Németországban, azon belül Szászország tartományban. Lakosainak száma 4727 fő (2023. december 31.). Malschwitz Bautzen, Großdubrau, Weißenberg, Boxberg/O.L., Hohendubrau és Kubschütz községekkel határos.

## Népesség
A település népességének változása:
| Lakosok száma | 4697 | 4677 | 4599 | 4714 | 4727 |
|               | 2017 | 2019 | 2021 | 2022 | 2023 |

## Híres emberek
- itt született Kurt Krjeńc (1907–1978) keletnémet kommunista politikus a Domowina elnöke (1951–1973)